# Sábado sin sol
Sábado sin sol es una obra de teatro en tres actos de los Hermanos Álvarez Quintero, estrenada en 1912.

## Argumento
En un pueblo andaluz, la joven y guapa Florita está desconcertada pues no consigue encontrar novio. A la espera del galán deseado se aposta en la puerta de casa, y una serie de caballeros aparentemente interesados van desfilando pero ninguno de ellos encuentra apropiado a la joven.

## Estreno
- Teatro Lara, Madrid, 17 de mayo de 1912.
  - Intérpretes: Mercedes Pardo (Florita), Ricardo Vargas (José), Luis Manrique (Estanislao), Jesús Tordesillas (Morales).